# 巴士底日 (電影)
《反恐局中局》（英語：Bastille Day，在北美和國際市場記作）是一部2016年盧森堡、美國、英國和法國合拍的動作驚悚片，為詹姆士·瓦金斯執導。由伊卓瑞斯·艾巴、理察·麥登、夏洛特·勒彭、艾瑞克·艾伯納尼和何塞·賈西亞主演。通道影業將電影定於2016年4月22日在英國上映。

## 劇情
故事敘述一名美國CIA特工調查在法國國慶日前放置炸彈造成4人死亡的美國籍一流扒手，察覺他是清白後，兩人打算共同合作找出巴黎恐怖襲擊的幕後真兇。

## 演員
- 伊卓瑞斯·艾巴 飾 Sean Briar
- 理察·麥登 飾 Michael Mason
- 夏洛特·勒彭 飾 Zoe Neville
- 凱莉·雷利 飾 Karen Dacre
- 何塞·賈西亞（英语：José Garcia (actor)） 飾 Victor Gamieux

## 製作
2013年11月11日，伊卓瑞斯·艾巴加入電影劇組。2014年5月18日，焦點影業買下了本片在美國的發行權。2014年10月2日，宣布理察·麥登參演了本片。電影正式於2014年10月13日在巴黎開拍，直到2014年12月17日殺青。

## 發行
電影原定2016年2月19日在英國上映，但因2015年11月巴黎襲擊事件的緣故而延遲。電影於2016年4月22日同時在英國、愛爾蘭和瑞典上映，而法國則定於2016年7月13日推出。繼2016年尼斯襲擊事件後，通道影業為了給予受害者和家屬尊重，於2016年7月17日從戲院撤下了電影。

## 反響
爛番茄新鮮度45%，Metacritic得分49，評價兩極。

## 外部連結
- 互联网电影数据库（IMDb）上《Bastille Day》的资料（英文）